# Capilé
Capilé é o xarope de avenca, mais especificamente de capilária, um tipo de feto herbáceo, ou ao refresco que pode ser obtido a partir desse mesmo xarope.

## Etimologia
A denominação capilé é derivado do latim, mais precisamente do francês capillaire ou “feito com a capilária“, um tipo de avenca, que deriva de capillum por lembrar uma cabeleira.

## História
Bebida muito apreciada em Portugal, sua receita remonta ao século XVIII, feito a partir de produtos naturais. O xarope de capilé é referido no livro de receitas, O cozinheiro Moderno ou Nova Arte de Cozinha, de autoria de Lucas Rigaud, no ano de 1780.
No volume número dois da sua obra, Rigaud faz referência ao xarope de avenca, que no caso dá o nome de "capiler". A receita é exposta no capítulo XXX:
| “ | Deitem huma onça de folhas de avenca em hum quartilho de agoa fervendo, e deixe-se ficar de infusão sobre pouco rescaldo o espaço de doze horas; passe-se depois pelo peneiro, deitem este çumo em hum arratel de assucar em ponto de quebrar, ponha-se em huma tigela com rescaldo por baixo, e calor brando, e igual dois, ou tres dias; reduzindo o assucar, e formando fio, que se não quebre entre os dedos, guarde-se em garrafas depois de frio, como os antecedentes. | ” |
|   | — Cozinheiro moderno ou nova arte de cozinhar, onde se ensina pelo methodo mais facil... , Lucas Rigaud . |   |

## Confecção
O xarope é confeccionado através de infusão das folhas da avenca devidamente trituradas, à qual é adicionado açúcar, podendo ser aromatizado com água de flor de laranjeira. Através da infusão são extraída da planta quer os aromas quer as substâncias, que possuem actividade terapêutica.
Para se fazer o refresco o xarope é diluído com água e é adicionado gelo e casca de limão.